# Здание Сербской Патриархии (Белград)
Здание Сербской Патриархии — центр патриархии Сербской православной церкви в Белграде. Построено в 1932 году на месте старого здания Сербской патриархии.

## История
Нынешнее здание Патриархии (серб. Зграда Патријаршије) находится на территории Варош-капии или Косанчичев венац. В качестве топонима это название закрепилось после 1872 года. В этой части Белграда на Савском обрыве, еще со времен турецкого завоевания (1521 г.) начал формироваться сербский посад, эпицентром которого была старая церковь св. Архангела Михаила (находилась на месте нынешней Соборной церкви). Первые письменные данные об этом важном для того времени объекте содержались в записях немецкого протестантского пастора Стефана Герлаха (1578 г.), сделанных во время его пребывания в Белграде.
Для дальнейшего исторического развития ареала Косанчичев венац особенно важен период после объявления Хатт-и-шерифа (декрета турецкого султана об автономии сербских территорий) в 1830 году, когда эта часть города превратилась в центр государственной власти и культурной и религиозной жизни Сербского княжества. Именно тогда начинается её интенсивное архитектурно-урбанистическое преобразование. Наряду с Соборной церковью в последующие годы строились многие другие важные здания, как например дворец княгини Любицы, Белградско-Карловацкая митрополия, Государственный печатный двор, Народная канцелярия и муниципалитет, Народная библиотека и т. д. Кроме перечисленных публичных зданий и частных домов, представляющих интерес для изучающих историю Сербии, сохранилась и немалая часть оригинальной урбанистической структуры ареала Косанчичев венац,, а также зданий, представляющих собой архитектурные шедевры. Таким образом эта часть города, как ни одна другая, отражает исторический облик старого Белграда конца XVIII и до начала XX века.
Здание Патриархии, официального органа Сербской православной церкви, построено на месте старого здания Белградско-карловацкой митрополии, которая существовала с середины XIX века. Время его строительства примерно совпадает со временем строительства Соборной церкви. История постройки старой Митрополии интересна сама по себе. Участок, на котором она строилась, был куплен в 1818 году Сербским государством. Кроме здания митрополии, на нем находилась резиденция князя Милоша. Двухэтажное здание митрополии выглядело очень скромно, хотя и играло весьма важную историческую роль. Глубокое уважение к старой митрополии продемонстрировал патриарх Варнава, когда попросил известного художника Косту Хекмана написать картину с изображением здания митрополии прежде, чем оно будет снесено. Интересно, что Хекман получил от него же заказ написать небольшой объект, находившийся в глубине двора митрополии, в котором, как говорит предание, якобы находилась отрубленная голова вождя Первого сербского восстания Карагеоргия прежде, чем её отослали в Константинополь. Обе картины по завершении работы были переданы Патриаршему музею в Сремским Карловцима.
В 1920-х годах старое здание Митрополии находилось в очень плохом состоянии, его решено было снести и на его месте построить новое. В 1930 году появилась инициатива о строительстве презентабельного патриаршего двора на Савинце. Но так как вопрос о строительстве храма св. Саввы на Врачаре решался очень медленно и откладывал реализацию других церковных объектов на будущей Святосаввской площади, новое здание было решено строить на месте старой митрополии по проекту архитектора Виктора Лукомского для временного размещения в нем Сербской православной церкви, пока не будет построен комплекс на Савинце. Виктор Лукомский, русский по происхождению, закончил проект в 1932 году. В том же году началось строительство, которое закончилось в 1935 году. Новое здание получило весьма лестные отзывы современников, а в печати его называли "импозантным, великолепным и своим строгим ново-византийским стилем рифмующимся с другими религиозными объектами Белграда".

## Архитектура
Вследствие большой крутизны Савской террасы здание имеет неодинаковую этажность удлиненных боковых сторон. На первом и цокольном этажах размещаются учреждения СПЦ, канцелярии, архив и зал заседаний церковного суда. На втором этаже находится резиденция патриарха, которая состоит из квартиры, кабинета, капеллы, библиотеки, трапезной, зала приемов и апартаментов для высоких гостей. На третьем этаже находятся рабочие помещения — залы заседаний архиерейского собора, Синода и Патриаршего совета. На восточный блок здания опирается пристройка, в которой расположены апартаменты церковных иерархов. Во внутреннем дворе находится капелла св. Симеона Мироточивого, над которым поднимается монументальный куб. Кроме функции штаб-квартиры СПЦ здание Патриархии играет роль важного культурного учреждения, в котором размещены Музей СПЦ и Библиотека Патриархии.
Архитектура здания Патриархии весьма сложная и неоднородная. По своей стилистике оно должно было удовлетворить вкус консервативных заказчиков, поэтому в его концепции заложена свободная интерпретация строительного искусства византийского культурного круга. Национальный стиль виден прежде всего в пирамидальной структуре, аркадных нишах, арках, консолях и деталях пластического и художественного декора. И все-таки влияние академизма просматривается как в самой диспозиции основы, так и в том, как размещены помещения, а также в горизонтальном разделении зон фасада на три части, в классических формах оконных проемов, в выразительном пояске карнизов и строгой скульптурно-рельефной проработке наружных поверхностей. Влияние доминирующих тогда модернистских тенденций заметно в упрощенно нейтральном стенном полотне последнего этажа и характерных прямоугольных окнах боковых трактов там же. Весьма презентабельному оформлению интерьера, все-таки присуща известная сдержанность, соответствующая его назначению.
На главном фасаде, повернутом лицом к Соборной церкви, особо выделяется массивный торжественный портал. Его монументальность подчеркнута приземистыми колоннами — узнаваемым мотивом церковной архитектурой русской эмиграции в Сербии. Особую художественную ценность этой части фасада придают рельефный герб и мозаичное панно над ним. Над полукруглым входом в Патриархию известный скульптор Владимир Загороднюк сделал рельефный герб, на котором изображены два херувима, венчающиеся архиерейской митрой. На мозаичном панно над порталом, сделанном по эскизу художника Владимира Предоевича, представлен Иоанн Предтеча. Особую религиозную, культурную и историческую ценность представляет собой богатая коллекция Музея Сербской православной церкви, размещенная в здании Патриархии. В задачу этого учреждения с момента его основания входило собрание одном месте и презентация артефактов, свидетельствующих о всеобщем развитии Сербской православной церкви, без выделения какой-либо епархии, личности или эпохи. Несмотря на то, что величайшая заслуга в создании Музея принадлежала патриарху Варнаве и профессору Драгославу Груичу, он был открыт только во время правления патриарха Викентия в 1954 году. Экспонаты приобретены из разных источников, а большая часть их привезена из фрушкогорских монастырей и церквей восточного Срема и возвращена из Загреба, где они находились во время оккупации во Второй мировой войне. Остальные экспонаты — это коллекция, которую собирали для Музея до 1941 года богословы Радослав Груич и Лазар Миркович. В экспозиции Музея представлена религиозная живопись, портреты церковных иерархов, старая сербская гравюра, рукописные и печатные книги, одеяния священников, церковная утварь, вотивные дары, шитье, печати, исторические документы и т. д.
Здание Патриархии, расположенное на улице Кнеза Симе Марковића, дом 6, в Белграде, было объявлено памятником культуры в 1984 году.